# Tauernradweg
Der Tauernradweg ist ein in zwei Varianten vorhandener, rund 270 bzw. 320 km langer Radfernweg. Er führt entlang der Flüsse Salzach und Inn durch die österreichischen Bundesländer Salzburg und Oberösterreich sowie in einer Variante entlang der Saalach durch das bayerische Berchtesgadener Land. Der Name des Radwegs bezieht sich auf die alpine Bergkette der Hohen Tauern, entlang deren Nordseite der Weg im ersten Teil verläuft.

## Verlauf

Die Tauernradweg-Variante über Zell am See, Saalfelden und Lofer

Der Radweg beginnt im Oberpinzgau am Krimmler Wasserfall und führt im Grunde stets entlang der Salzach weiter durch den Pinzgau sowie in Folge durch den Pongau und den Tennengau bis zur Landeshauptstadt Salzburg.
In der einen Variante verfolgt der Radweg ab Salzburg die Grenze zwischen Österreich und Deutschland und führt durch den Flachgau und durch das oberösterreichische Innviertel weiter die Salzach entlang bis zu deren Einmündung in den Inn bei Braunau. Danach verläuft der Tauernradweg weiter den Inn entlang bis Passau, wo Anschluss an den Donauradweg besteht. Ab der oberösterreichischen Gemeinde Hochburg-Ach bzw. dem gegenüberliegenden bayerischen Burghausen kann der Weg bis Passau auch auf der bayerischen Seite von Salzach und Inn zurückgelegt werden. Ab dem Zusammenfluss von Inn und Salzach zwischen Burghausen und Braunau entspricht die Streckenführung dem Inn-Radweg.
Die andere und kürzere Variante des Tauernradwegs führt von Salzburg auf deutschem Gebiet (dort teilweise als ziemlich unebener Schotterweg) durch das Tal der Saalach in einem Bogen zurück in den Pinzgau, wobei die Strecke bis Lofer dem Kleinen Deutschen Eck entspricht. Ab Lofer ist diese Variante durchgängig asphaltiert, liegt aber auch auf straßenunabhängigen Wegen bis zum südlichen Talausgang in der Lärmzone stark autobelasteter Straßen. Bei Maishofen verlässt der Weg das Saalachtal und führt über Zell am See zurück in das Salzachtal, wo er bei Kaprun wieder auf seinen oberen Verlauf trifft.

## Höhenprofil und Beschaffenheit

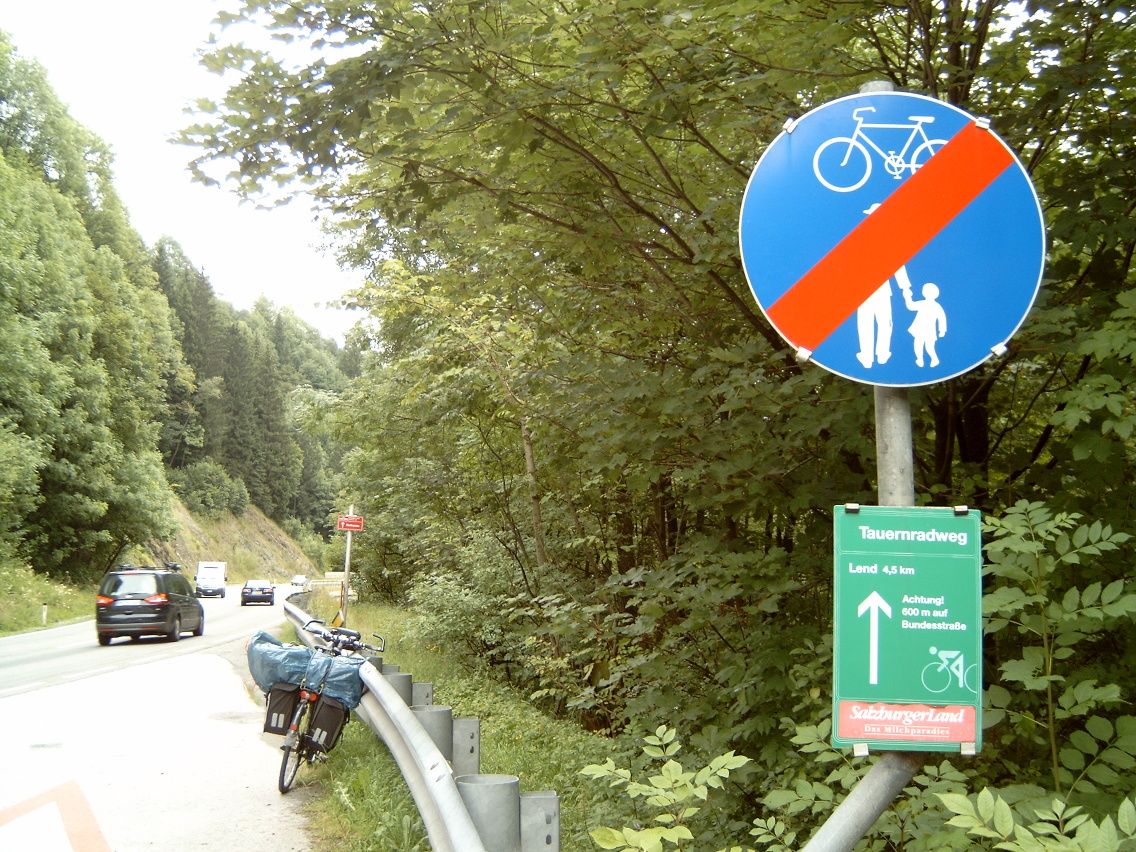
Lückenergänzung über die österreichische Bundesstraße 311 im Salzachtal

Der Radweg beginnt bei Krimml auf etwa 1100 Meter Seehöhe und führt mit nur geringen Gegenanstiegen bis in das knapp über 300 Meter hoch gelegene Passau. An der Strecke am Rundweg von Salzburg nach Zell am See entlang der Saalach gibt es – obwohl letztendlich nur 300 Höhenmeter zu überwinden sind – fallweise Anstiege mit entsprechenden Gegengefällen zu bewältigen, insgesamt aber weniger als an der Strecke entlang der Salzach zwischen Zell am See und Salzburg.
Der Radweg wurde in den letzten Jahren gut ausgebaut und enthält nur mehr zwei Lückenergänzungen auf Straßen mit höherem Kfz-Aufkommen: rund 800 m bei Eschenau westlich von Lend und knapp 15 km zwischen Werfen und Pass Lueg. In letzterem Falle muss die Salzachtal Straße benutzt werden.
Der Belag ist insgesamt sehr unterschiedlich und reicht von Asphalt über Betonplatten und Schotterpisten bis zu Waldwegen, auf denen die Benutzung eines Trekkingrads von Vorteil ist.

## Vermarktung

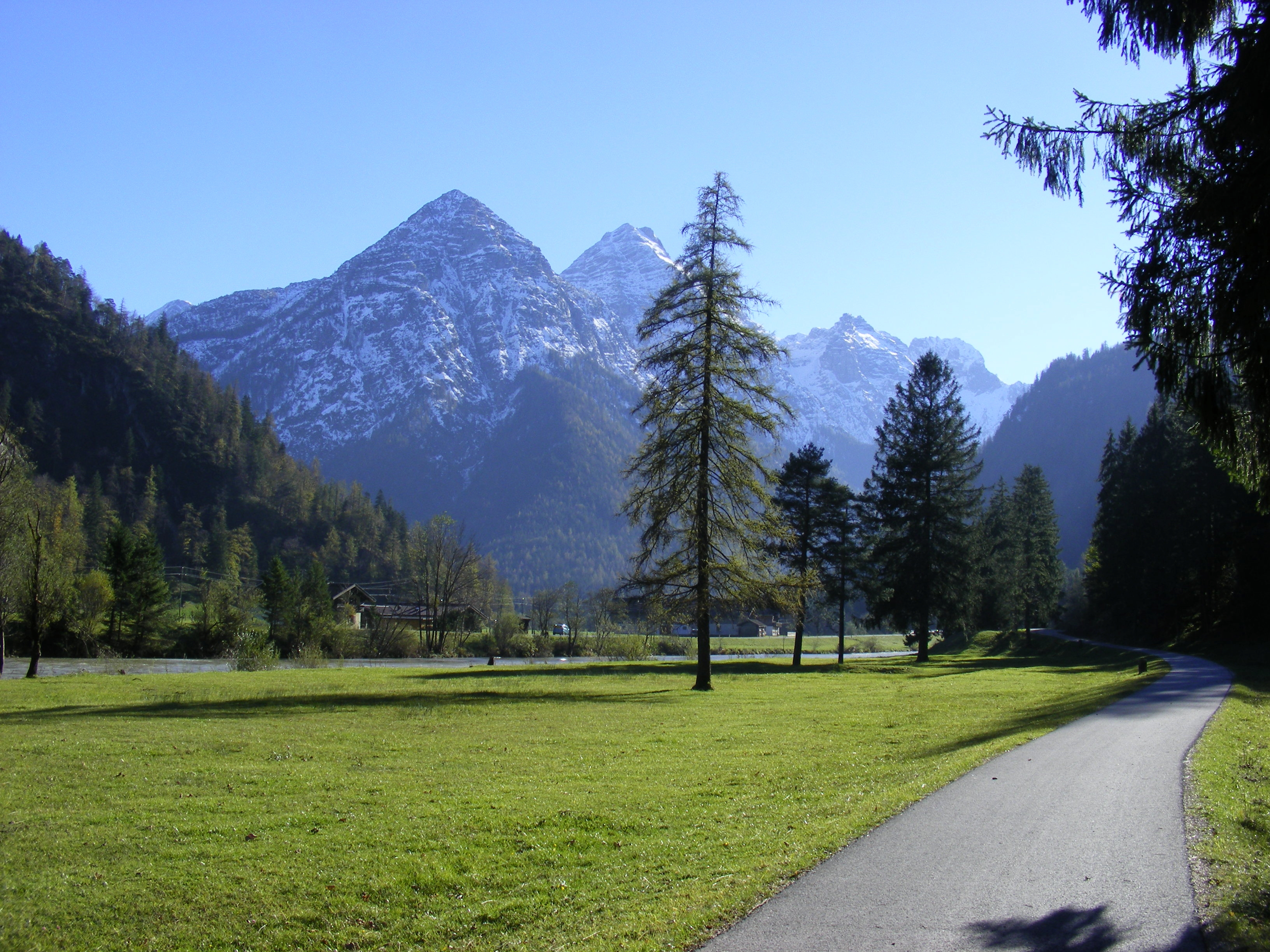
Tauernradweg im Saalachtal südlich von Lofer

Der Tauernradweg wird als touristisches Produkt vermarktet. Beworben wird er – gerade in Hinblick seines nur geringen sportlichen Anspruchs besonders von Salzburg bis Passau – unter anderem als „Familienradweg“. Auch verweist man auf die Naturschönheiten und Sehenswürdigkeiten entlang der Strecke. Für den Tauernradweg existieren eigene Radwanderkarten.